# 中野停留場
中野停留場（なかのていりゅうじょう）は、かつて大阪府大阪市東住吉区にあった南海電気鉄道平野線の駅（電停）である。

## 概要
現在の阪神高速14号松原線沿いの、大阪シティバス「針中野1丁目」バス停（平野線運行当時は「中野駅前」バス停）脇の高架下の公園が、当駅の上りホーム（今池方面行）の跡地である。公園の西端の交差点を挟んで、北側に下り（平野行）ホームが千鳥配置された。上りホームは阪神高速道路の建設に伴い若干移設されたが、下りホームは開業当時のホームが、ほぼそのままの趣きで営業廃止まで使用された。
阪神高速道路の工事に伴う線路の移設までは、平野側に渡り線が存在した。また、その頃までは上り線ホームに売店があり、乗車券も販売されていたが、その後なくなっている。
隣の駒川町停留場から当駅の区間にかけて、阪神高速道路の高架脚が、2本で跨ぐタイプから1本脚になる部分がある。よく見ると、その1本脚は中心が少しずれており、長めに腕が出ている方が、平野線軌道上だった名残である。これは、阿倍野方面からここまで、阪神高速道路の高架に寄り添ってきた平野線の軌道が、高架の下に潜った部分を示す。阪神高速工事中・工事完了後の当駅 - 西平野間は、高架道路の真下を電車が走った。鉄道高架ではないとはいえ、営業中の鉄道路線で直上高架工事が施工された例である。また、阪神高速14号松原線の地下には、平野線の代替となる大阪市営地下鉄谷町線（現・Osaka Metro谷町線）が走ることとなった。南海平野線の運行最終日と、谷町線の代替区間の営業開始は同じ日だったので、1980年（昭和55年）11月27日の1日に限り、地下鉄・（地上の）平野線・そして高架に高速道路が同時に存在・営業したことになる。

## 歴史

### 年表
- 1914年（大正3年）4月26日：阪堺電気軌道（旧）平野支線、今池 - 平野間開業時に開設。
- 1980年（昭和55年）11月28日：廃止。

### 駅名の由来
- 旧「中野村」域に所在したため(明治期の合併により開業時は「南百済村」に所在)。中野の地名は、平安時代から今も続く「中野小児鍼」で古くから知られており、その後開通した近鉄南大阪線「針中野駅」の駅名の由来ともなった。現在も針中野3丁目に、鍼への道と当駅への分岐を示す道標が残る。石の道標には、平野線開業の4月に、当時の院長が建立したと思われる文字が刻まれている。

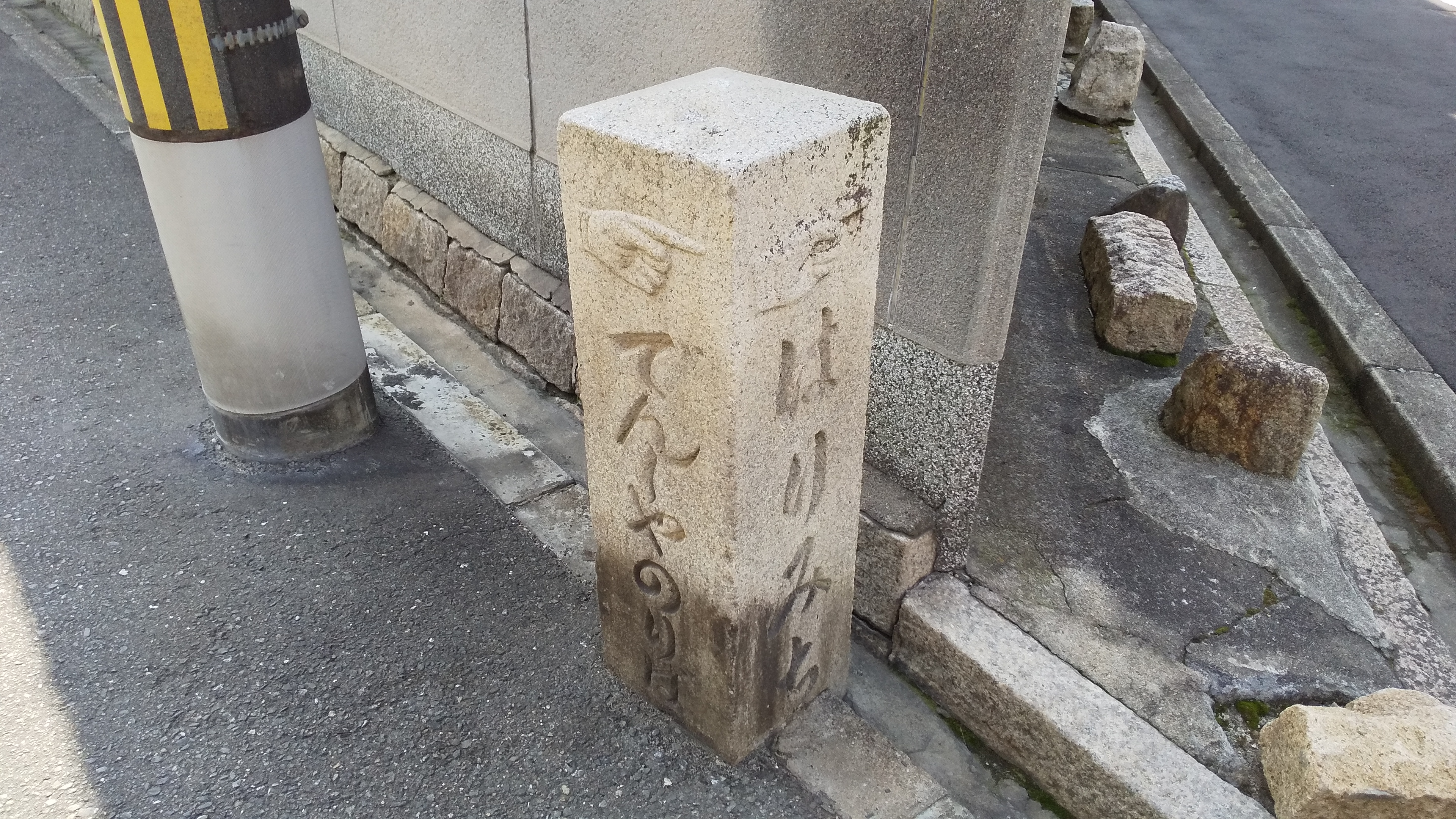
「はりみち」「でんしやのりば」と刻まれた道標（2021年3月）
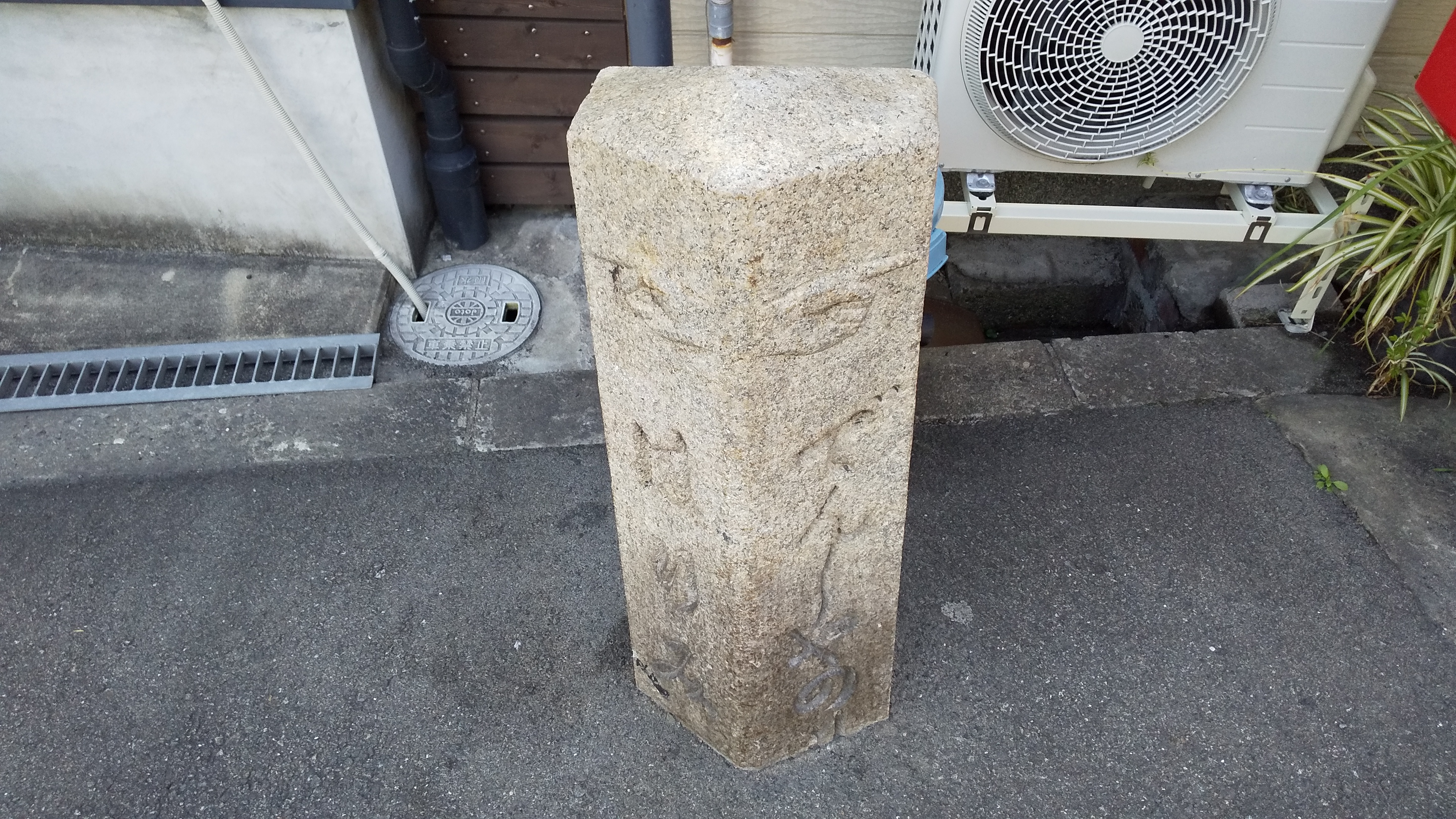
「はりみち」「でんしやのりば」と刻まれた道標（2021年3月、別角度から）

## 停留場構造
千鳥式ホーム2面2線を有する地上駅であった。

### のりば
| のりば                                   | 路線    | 方向 | 方面                               | 行先     |
| ---------------------------------------- | ------- | ---- | ---------------------------------- | -------- |
|                                          | ■平野線 | 上り | 阪堺線直通：田辺・阿倍野・今池方面 | 恵美須町 |
| 上町線直通：田辺・阿倍野・天王寺駅前方面 | ■平野線 | 上り | 天王寺駅前                         |          |
|                                          | ■平野線 | 下り | 平野方面                           | 平野     |

## 停留場周辺
- 大阪法務局東住吉出張所

## 隣の停留場
南海電気鉄道
■平野線
駒川町停留場 - 中野停留場 - 西平野停留場